# My Favourites
My Favourites è una doppia raccolta dei brani più famosi della cantante tedesca Sandra, pubblicata il 4 giugno 1999 dall'etichetta discografica Virgin.
L'album era composto da ventiquattro tracce divise equamente in due cd: nel primo erano contenute nuove versioni di dodici successi di Sandra, nel secondo erano presenti altrettante tracce in versione originale.

## Tracce
CD1
1. Mirrored in Your Eyes '99
2. Secret Land '99
3. We'll Be Together '99
4. Won't Run Away '99
5. (I'll Never Be) Maria Magdalena '99
6. Heaven Can Wait '99
7. Hiroshima '99
8. Tell Me More '99
9. Celebrate Your Life '99
10. Around My Heart '99
11. In the Heat of the Night '99
12. Your Way to India '99

CD2
1. No Taboo
2. Johnny Wanna Live
3. Don't Be Aggressive
4. One More Night
5. Steady Me
6. Love Turns to Pain
7. Seal It Forever
8. I Need Love '95
9. When the Rain Doesn't Come
10. Nights in White Satin
11. First Lullaby
12. Fading Shades

## Classifiche
| Classifica (1981) | Posizione raggiunta |
| ----------------- | ------------------- |
| Norvegia          | 15                  |
| Germania          | 16                  |
| Svizzera          | 43                  |